# Les Trois-Bassins
Les Trois-Bassins (nommée également Trois-Bassins non officiellement) sont une commune française, située dans le département et région de La Réunion.
Ses habitants sont appelés les Trois-Bassinoises et Trois-Bassinois.
Sa devise est : Toujours plus haut.

## Géographie

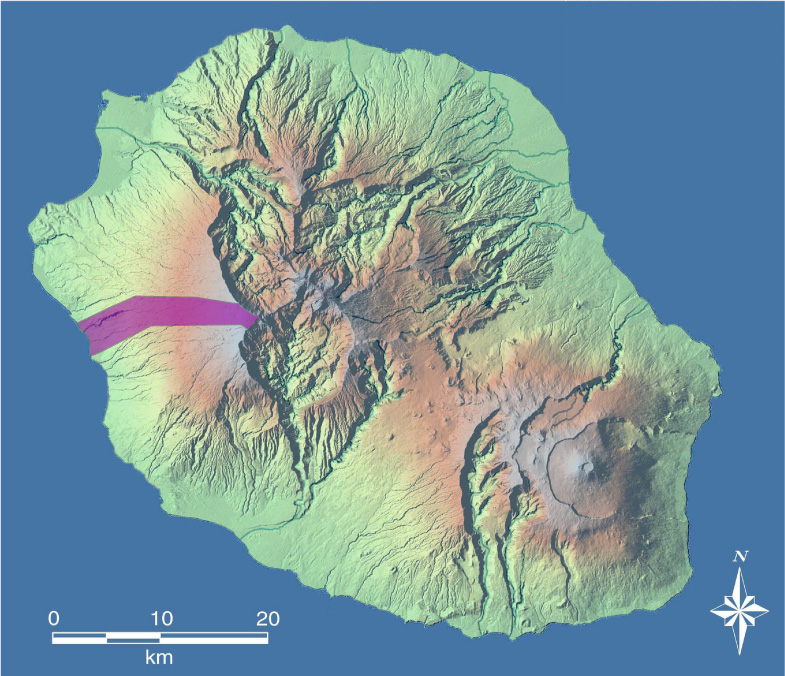
Les Trois-Bassins sont l'exemple type d'une commune s'étalant « du battant des lames au sommet des montagnes », en l'occurrence de la baie de Saint-Leu au Grand Bénare.

### Localisation
Le territoire communal culmine au Grand Bénare, à 2 898 mètres d'altitude. Il est limitrophe de ceux de Cilaos à l'est, Saint-Paul au nord et Saint-Leu au sud. C'est l'exemple même d'une commune constituée « du battant des lames au sommet des montagnes ».

## Urbanisme

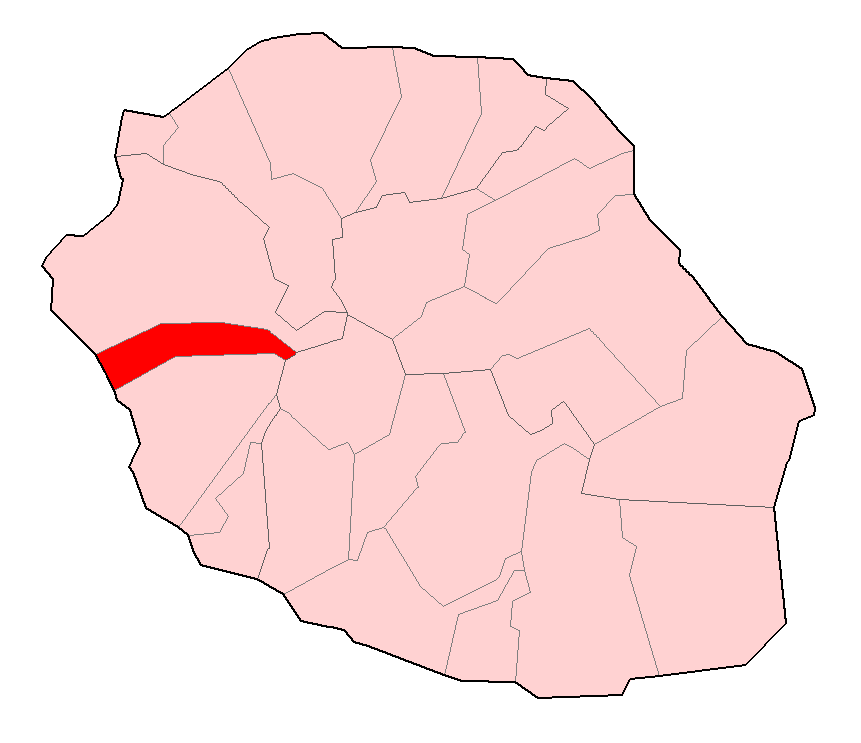
Carte de la Réunion permettant de localiser Trois-Bassins.

### Typologie
Les Trois-Bassins sont une commune urbaine, car elle fait partie des communes denses ou de densité intermédiaire, au sens de la grille communale de densité de l'Insee,,,. Elle appartient à l'unité urbaine des Trois-Bassins, une agglomération intra-départementale regroupant 1 commune et 7 113 habitants en 2022, dont elle est une ville isolée,.
Par ailleurs, la commune fait partie de l'aire d'attraction de Saint-Paul, dont elle est une commune du pôle principal. Cette aire, qui regroupe 5 communes, est catégorisée dans les aires de 50 000 à moins de 200 000 habitants,.
La commune, bordée par l'océan Indien au sud-ouest, est également une commune littorale au sens de la loi du 3 janvier 1986, dite loi littoral. Des dispositions spécifiques d’urbanisme s’y appliquent dès lors afin de préserver les espaces naturels, les sites, les paysages et l’équilibre écologique du littoral, par exemple le principe d'inconstructibilité, en dehors des espaces urbanisés, sur la bande littorale des 100 mètres, ou plus si le plan local d’urbanisme le prévoit,.

## Toponymie
Le nom de la commune viendrait de trois grands bassins situés dans une ravine (portant depuis le même nom) signalés sur une carte par les premiers colons exilés de Fort-Dauphin. Même s'il y a bien trois bassins (desséchés depuis) dans cette commune, les historiens pensent qu’il s’agit d’une erreur de position sur la carte de Flacourt et qu’il s’agissait plutôt des trois bassins de la ravine Saint-Gilles (il faut dire que même à cette époque, la ravine des Trois-Bassins restait d’un accès difficile).

## Histoire
La commune a été créée le 27 février 1897.

« Arrêté portant sur la promulgation de la loi du 27 février 1897, érigeant en commune la localité des « Trois Bassins ».
Du 15 avril 1897
(Inséré au Journal officiel du 20 avril 1897)

Nous Gouverneur de l’île de la Réunion
Vu l’article 9 du sénatus-consulte du 3 mai 1854
Vu la dépêche ministérielle en date du 9 mars 1847, n°36
Sur la proposition du directeur de l’intérieur,
Avons arrêté et arrêtons :
Article 1 :
Est promulguée à la Réunion, pour y être exécutée selon sa forme et teneur, la loi du 27 février 1897 portant érection en commune de la localité des «Trois Bassins » détachée de la commune de Saint-Leu (Réunion).
Article 2 :
Le directeur de l’intérieur est chargé de l’exécution du présent arrêté qui sera publié et inséré au Bulletin officiel de la Colonie

Saint-Denis, le 15 avril 1897.

Par le gouverneur :
BEAUCHAMP
Le directeur de l’intérieur
E. Jacob De Cordemoy »

### L'origine de Trois-Bassins
À l'époque des premiers colons exilés, la ravine était la frontière naturelle entre le Sud et l'Ouest de l'île. Personne n'était autorisé à s'y installer. Cependant, pour développer le commerce et la culture du café, la Compagnie des Indes ouvre de nouvelles concessions. Ils sont 5 à recevoir des concessions sur un territoire qui couvrait alors les communes de Trois-Bassins, les Avirons et Saint-Leu. Il s’agit de Pierre Hibon, François Mussard, Jacques Léger, Jean Auber et un certain M. Rivière.
Cependant, le début de la colonisation du Sud était très lent. Le nombre d’habitants était si minime que la présence d’un prêtre n’était pas indispensable. Les premiers concessionnaires tardent véritablement à s’installer sur ce territoire car le premier enfant blanc à y être né, a été déclaré à Saint-Paul, le 14 juin 1771 seulement (80 ans après les premières concessions).
L’essor du café enrichira les propriétaires terriens de Trois-Bassins mais celui-ci commence à décliner vers la fin du XVIIIe siècle. La culture de la canne à sucre ne débutera à Trois-Bassins qu’à la fin des années 1820. Le relief, le manque d'eau et de routes praticables ralentiront lourdement l'essor de la canne sur le territoire de Trois-Bassins. C'est donc la culture du sucre qui amènera l’indispensable développement des routes.
Lors de l’abolition de l’esclavage, les affranchis remontèrent encore plus dans les Hauts et vinrent grossir la population de Trois-Bassins les Hauts.
La création de nouvelles écoles et d'églises témoigne du bel essor de la commune. Cependant, à partir de 1865, la situation se dégrade rapidement et le paludisme est la cause de 30 % des décès enregistrés dans la commune de Trois-Bassins. Par ailleurs, les activités agro-industrielles subissent de plein fouet les effets de la crise.
Le littoral, malgré l’arrivée du train, restera une zone économique quasi inexistante. C’est d’ailleurs ce marasme économique qui provoque chez les habitants le désir de créer leur propre commune et de ne plus dépendre de Saint-Leu. Ceci ne se fera pas sans mal car c’est 24 ans plus tard que le 16 mai 1897, la commune de Trois-Bassins naîtra.
C’est d’ailleurs à partir de cette époque que Trois-Bassins connaîtra le développement de la culture du géranium. Cette culture va paraître une alternative à la crise sucrière. La distillation du géranium exige beaucoup de bois, et saccagera de ce fait toute la forêt.
En 1948, Trois-Bassins paie un lourd tribut puisque le cyclone de 1948 y fera 20 victimes. La départementalisation, la nouvelle politique d’aménagement des Hauts, la création du TCO (2001) ont redynamisé la commune de Trois-Bassins. Les champs de géraniums servent maintenant à l’élevage de bovins.

## Politique et administration

### Liste des maires
| Période                                  | Période       | Identité                        | Étiquette    | Qualité |
| ---------------------------------------- | ------------- | ------------------------------- | ------------ | --- |
| mai 1889                                 | février 1891  | Augustin Louis Pierre Cerveaux  |              | |
| mai 1891                                 | février 1892  | Marie Joseph Théodore K/Morvant |              | |
| mai 1896                                 | février 1897  | Bernard Conil Hoarau            |              | |
| avril 1897                               | mai 1897      | Blainville Mercher              |              | |
| mai 1897                                 | février 1898  | Henri Auber                     |              | |
| février 1898                             | juin 1898     | Gabriel Mareuil                 |              | Propriétaire |
| juin 1898                                | novembre 1899 | Blainville Mercher              |              | |
| novembre 1899                            | mai 1904      | Henri Auber                     |              | Propriétaire |
| mai 1904                                 | décembre 1919 | Camille Piveteau                |              | Directeur d'usine sucrière |
| décembre 1919                            | mai 1925      | Jérôme Jarry                    |              | |
| mai 1925                                 | 1958          | Hervé Payet                     | Droite       | Conseiller général du canton des Trois-Bassins                                                                                    |
| 1958                                     | mars 1977     | Serge Saint-Alme                | UDR puis RPR | Conseiller général du canton des Trois-Bassins (1958 → 1982)                                                                      |
| mars 1977                                | mars 1989     | Rieul Lauret                    | RPR          | Principal de collège Conseiller régional de La Réunion (1977 → 1983) Conseiller général du canton des Trois-Bassins (1982 → 1988) |
| mars 1989                                | mars 2008     | Pierre Heideger                 | UDF puis DVD | Enseignant Conseiller régional de La Réunion (1983 → 1992) Conseiller général du canton des Trois-Bassins (1988 → 2008)           |
| mars 2008                                | mars 2014     | Roland Ramakistin               | PCR puis PLR | Professeur des écoles retraité Conseiller général du canton des Trois-Bassins (2008 → 2015)                                       |
| mars 2014                                | en cours      | Daniel Pausé                    | DVD          | Retraité de l’administration pénitentiaire 5e vice-président du TCO (2014 → )                                                     |
| Les données manquantes sont à compléter. |               |                                 |              | |

## Population et société

### Démographie
L'évolution du nombre d'habitants est connue à travers les recensements de la population effectués dans la commune depuis 1961, premier recensement postérieur à la départementalisation de 1946. À partir de 2006, les populations de référence des communes sont publiées annuellement par l'Insee. Le recensement repose désormais sur une collecte d'information annuelle, concernant successivement tous les territoires communaux au cours d'une période de cinq ans. Pour les communes de moins de 10 000 habitants, une enquête de recensement portant sur toute la population est réalisée tous les cinq ans, les populations de référence des années intermédiaires étant quant à elles estimées par interpolation ou extrapolation. Pour la commune, le premier recensement exhaustif entrant dans le cadre du nouveau dispositif a été réalisé en 2005.

En 2022, la commune comptait 7 113 habitants, en évolution de +0,03 % par rapport à 2016 (La Réunion : +3,33 %, France hors Mayotte : +2,11 %).
| 1961  | 1967  | 1974  | 1982  | 1990  | 1999  | 2010  | 2015  | 2020  |
| ----- | ----- | ----- | ----- | ----- | ----- | ----- | ----- | ----- |
| 4 195 | 4 471 | 4 864 | 5 132 | 5 767 | 6 598 | 7 121 | 7 127 | 6 953 |

| 2022  | - | - | - | - | - | - | - | - |
| ----- | - | - | - | - | - | - | - | - |
| 7 113 | - | - | - | - | - | - | - | - |

Les Trois-Bassins sont une commune multipolarisée. C'est la seule de l'île avec Bras-Panon et Petite-Île.

### Enseignement
On trouve sur le territoire communal un collège public, le collège des Trois-Bassins, qui comptait 552 élèves à la rentrée 2010. On y trouve par ailleurs un lycée public d'enseignement général, technologique et professionnel, le lycée des Trois-Bassins. Il comptait quant à lui 725 élèves à la rentrée 2010.

### Sports
La commune abrite un spot de surf, célèbre pour sa tortue marine.

## Culture locale et patrimoine

### Lieux et monuments

#### Lieux de cultes
- Église Notre-Dame-de-Liesse de Cocâtre. L'église est dédiée à Notre-Dame.
- Église Notre-Dame-des-Sept-Douleurs des Trois-Bassins.

#### Patrimoine naturel
Le littoral de la commune encore sauvage et non bétonné recueille les joies du naturisme sur sa plage de « La Souris Chaude » (venant probablement du nom vernaculaire d'une plante sauvage). 
Les Trois-Bassins sont une ville très calme qui ressemble à toute bourgade du Sud de l'Europe et il y fait bon vivre. La commune disposait d'un gîte de haute montagne, le gîte des Tamarins, sur la route forestière 6. Relais pour arriver à la Glacière avant d'atteindre le Grand Bénare, le sentier était entretenu très correctement il y a 20 ans par l’Office national des forêts (ONF). Ce gîte de haute montagne qui a été un fleuron sur le plan technique (approvisionnement en eau et cellules photovoltaïques au niveau électrique) dans les années 1980, est passé complètement à l'abandon au fil des ans. Aujourd'hui restauré, il est devenu l'Eco-Gîte des Tamarins-High hub hostel. 
La route forestière 7 qui rejoint la RF 6 est bordée de kiosques et tables de pique-nique.
La Ravine de Trois-Bassins est enjambée par un des viaducs de la route des Tamarins, dit le viaduc de la ravine des Trois-Bassins, d'une longueur de 374 m.
Il ne faut pas confondre Les Trois-Bassins avec les trois bassins des Cormorans à l'Éperon, comme cela a été souvent le cas.

### Personnalités liées à la commune
En exil à La Réunion à compter de 1926, le raïs marocain Abdelkrim El Khattabi a vécu à Trois-Bassins pendant douze à quinze ans jusqu'en mai 1947, date de son départ vers le Sud de la France. Après avoir été installé à Saint-Denis, il a en effet acheté des terres dans la commune pour y loger la cinquantaine de membres de sa famille constituant son entourage.

## Pour approfondir